# Pardoe Peak
Der Pardoe Peak ist ein 2981 m hoher Berg im ostantarktischen Mac-Robertson-Land. In den Prince Charles Mountains ragt er 5,5 km südwestlich des Gipfels von Mount Menzies auf.
Luftaufnahmen und Vermessungen der Australian National Antarctic Research Expeditions aus den Jahren von 1957 bis 1961 dienten seiner Kartierung. Das Antarctic Names Committee of Australia benannte ihn nach Russel Pardoe (1932–2011), Mediziner auf der Mawson-Station im Jahr 1961.